# Campionati del mondo di ciclismo su strada 1960 - Gara in linea maschile Professionisti
La ventisettesima edizione della gara in linea maschile Professionisti dei Campionati del mondo di ciclismo su strada si è svolta il 14 agosto 1960 su un circuito di 8,73 km da ripetere 32 volte per un percorso totale di 279,3 km con partenza ed arrivo da Hohenstein-Ernstthal, in Germania Est. La vittoria è stata appannaggio del belga Rik Van Looy il quale ha completato il percorso in 7h47'27", alla media di 35,86 km/h, precedendo il francese André Darrigade e l'altro belga Pino Cerami.
Partenza con 67 ciclisti, dei quali 32 hanno portato a termine la competizione.

## Il percorso
Il percorso si snodava nei dintorni e all'interno circuito automobilistico Sachsenring, la salita principale il facile colle di Balsberg.

## Squadre partecipanti
| N.            | Cod. | Squadra        |
| ------------- | ---- | -------------- |
| 2             | AUS  | Australia      |
| 3-10          | BEL  | Belgio         |
| 18-20         | DEN  | Danimarca      |
| 21-34         | RFT  | Germania Ovest |
| 35-46         | FRA  | Francia        |
| 48-49, 98,109 | GBR  | Gran Bretagna  |
| 50-59         | NLD  | Paesi Bassi    |
| 62-71         | ITA  | Italia         |
| 74-77         | LUX  | Lussemburgo    |
| 78-80         | AUT  | Austria        |
| 82            | IRL  | Irlanda        |
| 83            | POL  | Polonia        |
| 85-95         | SUI  | Svizzera       |
| 97, 99-101    | ESP  | Spagna         |

## Ordine d'arrivo (Top 10)
| Pos. | Corridore        | Squadra       | Tempo    |
| ---- | ---------------- | ------------- | -------- |
| 1    | Rik Van Looy     | Belgio        | 7h47'27" |
| 2    | André Darrigade  | Francia       | s.t.     |
| 3    | Pino Cerami      | Belgio        | s.t.     |
| 4    | Imerio Massignan | Italia        | s.t.     |
| 5    | Raymond Poulidor | Francia       | s.t.     |
| 6    | Hans Junkermann  | Germania O.   | s.t.     |
| 7    | Charly Gaul      | Lussemburgo   | s.t.     |
| 8    | Piet Damen       | Paesi Bassi   | s.t.     |
| 9    | Jacques Anquetil | Francia       | s.t.     |
| 10   | Brian Robinson   | Gran Bretagna | s.t.     |